# خوزه آنتونیو آلوارز
خوزه آنتونیو آلوارز (انگلیسی: José Antonio Alvarez؛ زادهٔ ۱۹۶۰) بانکدار و مدیر اجرایی اهل اسپانیا است، که هم‌اکنون به‌عنوان مدیرعامل گروه سانتاندر فعالیت می‌کند.